# Emil Stephan
Emil Stephan (* 16. Mai 1872 in Glatz, Landkreis Glatz, Provinz Schlesien; † 25. Mai 1908 in Namatanai, Deutsch-Neuguinea) war ein deutscher Arzt und Leiter der Deutschen Marine-Expedition auf Neumecklenburg.

## Leben
Emil Stephan studierte Medizin und promovierte 1896 in München. Er nahm 1900/01 als Marine-Assistenzarzt an der China-Expedition teil. Von 1904 an war Stephan als Stabsarzt an Bord des Vermessungsschiffs Möwe in der Deutsch-Neuguinea eingesetzt. Er nutzte die Gelegenheit zu ethnographischen Studien, besonders auf Neupommern und Neumecklenburg (heute Neuirland). Nach längerem Aufenthalt in Berlin reiste er am 7. September 1907 wieder nach Deutsch-Neuguinea und übernahm die Leitung der deutschen Marine-Expedition auf Neumecklenburg, der außer ihm der Schweizer Anthropologe und Ethnologe Otto Schlaginhaufen der Berliner Ethnologe Edgar Walden (1876–1914) sowie der Fotograf Richard Schilling angehörten. Im Standquartier der Expedition Muliama erkrankte er im Mai 1908 schwer und starb in Namatanai (Mittel-Neumecklenburg) am 25. Mai 1908.

## Schriften
- Autochthone Thrombose beider Mesenterialarterien. Druck von L. Schirmer, Glatz 1896 (Dissertation, Universität München, 1896).
- Südseekunst. Beiträge zur Kunst des Bismarck-Archipels und zur Urgeschichte der Kunst überhaupt. Reimer, Berlin 1907.
- mit Fritz Graebner: Neu-Mecklenburg (Bismarck-Archipel): Die Küste von Umuddu bis Kap St. Georg. Forschungsergebnisse bei den Vermessungsfahrten von S. M. S. Möve im Jahre 1904. Reimer, Berlin 1907.